# 新井良太
新井 良太（あらい りょうた、1983年8月16日 - ）は、広島県広島市佐伯区出身の元プロ野球選手（内野手、外野手、右投右打）。現在は広島東洋カープの二軍打撃コーチを務めている。
広島や阪神タイガースでプレーした新井貴浩は実兄であり、阪神では一時兄弟揃って在籍していた。

## 経歴

### プロ入り前
市立五月が丘小学校・五月が丘中学校出身。小学5年時からソフトボールを始め、中学2年時には軟式野球で中国大会3位に入った。
広陵高校では主に一塁手を務め、3年時に4番・主将で春の選抜大会に出場。当時2年の吉村裕基が4番を打っていた東福岡高校と初戦で当たり、自ら投手として3イニングを無失点に抑えたものの、試合は4-8で敗れた。広陵の2年後輩に西村健太朗・白濱裕太がいる。
卒業後は、当初は早稲田大学の進学を考えていたが、兄・貴浩の「（自身の恩師である）太田誠監督（当時）の下で野球をやってほしい」という希望で東都大学野球連盟所属の駒澤大学へ進学した。入学してまもなく4番に座った。東都大学1部リーグ通算79試合出場、273打数65安打、打率.238, 14本塁打（歴代7位タイ）、49打点。ベストナイン2度受賞。このほか1年秋のみ2部リーグでプレーし3本塁打している。駒大の1年後輩にプロでも同僚となる野本圭がおり、大学時代は野本が3番、新井が4番とクリーンナップを担っていた。
2005年のドラフトで中日ドラゴンズから4位指名を受け入団。背番号は25が与えられた。なお、この番号は広島に在籍していた兄・貴浩が着けていた番号と同じである。

### 中日時代

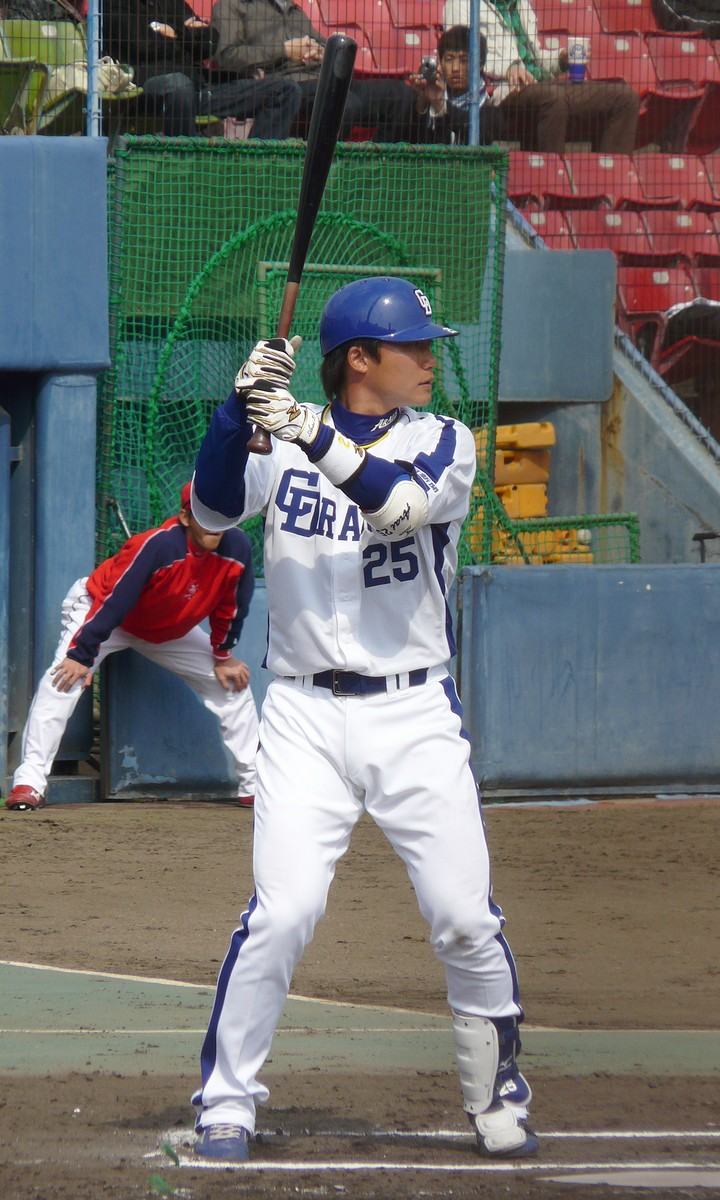
中日時代

プロ初年度の2006年は新人ながら二軍のウエスタン・リーグでほぼ毎試合4番で出場した。しかし、打率.254・3本塁打と、パワーはあるものの粗い打撃と拙守のためシーズン前半は二軍生活を送った。7月17日にプロ初の一軍昇格。同日の対横浜ベイスターズ戦で代打として待機していたものの、降雨コールドとなり初打席はお預けとなってしまった。しかしその後一軍再昇格し、9月10日の対広島戦7回表、二度目の代打機会でプロ初安打を記録。この試合には兄の貴浩も広島の三塁手として出場しており、1998年7月16日の山田勉（広島）・山田洋（中日）以来8年ぶりに、別球団同士の兄弟選手が同時に顔を合わせたケースとなった。このとき、敵地である広島市民球場のスコアボードには「中日ドラゴンズ25新井良太選手 広島市民球場 初登場！」と表示する演出が行なわれた。その後4度の代打機会にて全てヒットを放ち、右の代打として存在をアピール。10月12日の対阪神戦では「6番・一塁手」でプロ初スタメン出場を果たした。10月16日の対広島最終戦（広島市民球場）ではヒットを打って一塁に出塁した兄・貴浩と一塁守備に就く弟・良太が初めて並んだ。それまでは良太は代打ばかりで守備に就くことがあまりなく、レギュラーのタイロン・ウッズが足を痛めていたこともあっての出場であった。逆に三塁・貴浩と三塁走者・良太の並びは2006年中には実現しなかった。
同年の秋季キャンプでは強化選手に選ばれ、連日ハードな練習メニューをこなした。初日は通常の2倍のテンポで投げ出され、しかも見逃せば罰金を取られるマシン打撃を行った。両足がつり、グロッキー状態になりながらも1時間のメニューをこなした。しかし強化選手に選ばれているため、更に1時間このメニューを続け、スイング数は1,500回にもなった。終わった後は立つこともできず、バットから指も離せなくなった。練習後、記者の質問に対して「ヘタクソは練習あるのみです！」と語っている。2日目は落合博満監督から直々にノックを受けた。ただのノックではなく、同僚の森野将彦と共に50球連続で捕球できたら終了という内容で、エラーをするとファンから野次られたり、励まされたりされていた。意識が朦朧としてくるとバケツに入った水を頭から被った。結局、終わったのは1時間40分後であった。練習後に新井自身は「強化選手に選ばれるのは光栄なこと。人より多く練習できるので、その期待に応えたい」と語った。
2007年は二軍で打率.286, チームトップの6本塁打と打撃が向上し、一軍でも打率.280を記録、プロ初打点も挙げた。7月31日の対広島戦（広島市民球場）では延長10回表に初の決勝打を放った。一方、本職の内野守備（一塁手・三塁手）になかなか向上が見られないことに加え、地肩の強さ、大学時代の4年春に7盗塁を決めた脚力などを考えた首脳陣から外野手へのコンバートを打診された。本人も「試合に出られるなら」とこのシーズンの終盤より積極的に外野守備練習に励み、シーズン終盤からは試合前のノックでも、内野守備練習に加え左翼など外野でも練習する姿が多く見られた。10月7日の対横浜戦では「3番・左翼手」で先発出場したが、死球を受けて打席で悶絶、途中交代となった。これに関しては立浪和義から、せっかく与えてもらったチャンスをふいにしてしまったことへの戒めとして「痛がるなら一塁へ行ってからじゃないのか」と叱咤された。この言葉に新井は「今度は顔に当たっても塁へ出ます」と教訓を得て、先発出場したアジアシリーズ第1戦では試合中の一塁守備時に手の指を負傷したものの、それを痛がるそぶりもなく引き続きプレーした。後に骨折と判明し、第2戦以降は欠場している。
2008年、春季キャンプは一軍スタートだったものの、中盤に二軍に降格。そのまま二軍で開幕を迎えたが、そこで好成績を収め、5月14日に一軍に合流。負傷した森野に代わって翌15日に一軍に昇格した。その後わずか3日で再び二軍に降格したが、二軍で打率3割の活躍をみせて、6月7日に二度目の一軍昇格となった。また、この年はウエスタン・リーグで規定打席に4打席達しないながらも、認定ルールにより、打率.332でチームとしては1970年の坪井新三郎以来となる例外規定での2人目の首位打者、出塁率.418で最高出塁率のタイトルを獲得した。
オフにはドミニカ・ウィンターリーグに派遣され、レオネス・デル・エスコヒード (Leones del Escogido) に所属した。結局、選手登録はされず、アリゾナ・ダイヤモンドバックスのアカデミーでの練習試合に出場して通算8打数3安打4四死球と、選手登録されて出場した藤井淳志や前田章宏に比べて低いものであった。しかし、派遣されている間にタイロン・ウッズが退団、さらに、翌年の一塁手最有力候補であった中村紀洋もフリーエージェントで東北楽天ゴールデンイーグルスに移籍し、定位置である一塁が空いたため、開幕スタメンのチャンスができた。
2009年の春季キャンプは一軍スタートでそのまま完走。3月1日の対北海道日本ハムファイターズのオープン戦で6回表無死、日本ハムの3番手江尻慎太郎から中越えに本塁打を放った。その後は不調となり二軍に降格したが、開幕は初めて一軍で迎えた。しかし代打で結果が出せず、4月20日に降格した。ウエスタン・リーグでは「4番・一塁手」のレギュラーとして打率.299, 9本塁打、リーグ3位の55打点。出塁率.426, 最多四死球（60個）で2年連続となる最高出塁率のタイトルを獲得した。4月の練習で一軍控え組で測定された10メートル走でトップになり、宮前岳巳トレーニングコーチに「今年からすごく速くなった。チームの5本の指に入るかもしれない」と言われた。
2010年、6月9日の対楽天戦で一軍での初本塁打を記録した。この年は自己最多の45試合に出場したが、打率1割台と不振に陥り一軍に定着することはできなかった。オフに背番号を「32」に変更することになったが、その直後の12月24日、水田圭介との交換トレードで阪神に移籍。兄・貴浩、慕っている金本知憲と同じチームでプレイすることになった。

### 阪神時代
2010年12月27日に阪神入団発表記者会見を行った。背番号は32。登録名・スコアボード表記名はフルネームの「新井良太」と発表された。ただし、甲子園などの球場ではスペースの都合上「新井良」と表示、兄・貴浩は「新井」のままである。水田が着けていた背番号をそのまま引き継ぐ形になったが、これは中日で翌年に着けるはずだった番号とも同じであった。
移籍初年度の2011年、開幕一軍に帯同し、4月19日の対読売ジャイアンツ（巨人）戦で、移籍後初安打をプロ入り初のサヨナラ安打で決めた。4月22日の対横浜戦に兄・貴浩もサヨナラ安打を放ち、史上初の同年に同一チーム所属の実兄弟揃ってのサヨナラ安打が実現した。その後は調子を落とし、8月5日に一軍登録を抹消。8月は二軍でも32打数4安打、打率.125と不振を極めた。9月になり復調し、俊介と交代で9月15日に再昇格したが、昇格後は再び不振に陥り結果を残せなかった。最終的に打率は2割に満たず、結局前年よりも少ない43試合の出場でシーズンを終えた。
2012年は一軍の試合で一塁手・三塁手・左翼手・右翼手の4ポジションを経験しながら、徐々に長打力を発揮するようになり、兄・貴浩の出場いかんにかかわらず、スタメンで試合に出場する機会が増えていった。7月17日の対巨人戦で、阪神球団として7,000本目の本塁打を放った。貴浩とともにスタメンで出場した7月29日の対横浜戦（阪神甲子園球場）では、貴浩とともに本塁打を放ち、1981年のロッテオリオンズのレロン・リーとレオン・リー以来31年ぶり3組目の兄弟アベック本塁打を記録した。優勝争いから遠ざかっていた8月の長期ロードからは、和田豊監督の方針で「4番・三塁手」としてスタメンに定着。同月12日の対広島戦（京セラドーム大阪）では、3回裏に4番打者としての初本塁打を放つと、6回裏に貴浩の本塁打によってシーズン2度目となる兄弟アベック本塁打を達成した。また、9月2日の対広島戦（甲子園）では、延長11回裏にライトスタンドへ「野球人生初」というサヨナラ本塁打（2ラン）を放っている。最終的に47試合で4番を打ち、頭角を表す。
2013年、シーズン開幕戦の対東京ヤクルトスワローズ戦（3月29日・明治神宮野球場）で、4番打者としてプロ入り後初の開幕スタメンに抜擢。第1打席の二塁ゴロ失策で、チームのシーズン初打点を挙げた。その後の試合でも4番打者に起用され続けたが重圧から結果が出ず、4月5日の対広島戦（マツダスタジアム）延長11回表の打席で、遊撃へゴロを放って一塁ベースを駆け抜けた際に左太もも裏を痛めて交代（記録は併殺打）。その後の検査で「軽度の肉離れ」と診断されたため、翌4月6日に出場登録を抹消された。同月16日に一軍復帰を果たすと、「6番・三塁手」として出場した5月19日の対福岡ソフトバンクホークス戦（甲子園）の第1打席で、プロ入り後初の満塁本塁打を放った。その後は、前述の戦線離脱を機にマット・マートンが4番打者へ定着していたことに加えて、自身の打撃不振から7番や8番に降格。三塁の守備でも精彩を欠いたため、セ・パ交流戦終盤の6月10日から同月20日までは、二軍での調整を余儀なくされたが、一軍復帰後の7月14日の対横浜DeNAベイスターズ戦（甲子園）ではシーズン2本目となる満塁本塁打を放った。さらに、7月24日の対ヤクルト戦（明治神宮野球場）ではシーズン3本目となる満塁本塁打を放った。シーズン3度の満塁本塁打を記録したのは阪神ではハル・ブリーデン、田淵幸一、今岡誠に次いで4人目。この年は1年を通してほぼ一軍に帯同した。前年を上回る119試合に出場、いずれも自己最高の14本塁打、51打点を記録したが打率は.238と安定感を欠いた。
2014年は4月までに打率.338, 6本塁打を放つなど好調なスタートを切ったが、5月以降は不振に陥り6月25日に登録抹消。一軍復帰後は今成亮太にレギュラーを奪われ、代打要員または「7番・右翼手」として出場していたが、8月28日に引退を考える程の重度の腰痛を発症して翌日に再び登録抹消され、そのままレギュラーシーズンを終えた。オフには背番号を、この年限りで阪神を退団して広島に復帰した兄・貴浩がつけていた「25」への変更を打診されたが、「誰かにつけられるくらいなら僕がという思いもあったけど。いろいろな人に相談した。32に愛着もあるし、25は兄のイメージもあるので」と語り、辞退した。なお、背番号「25」は駒大の後輩で、大学時代には新井兄弟同様「25」を背負っていた同年のドラフト3位の江越大賀がつけることになった。年俸は、200万減の3000万円でサインした。
2015年には、5月6日の中日戦で、8回にラウル・バルデスから1号本塁打を放ち、最終回には又吉克樹から3年ぶりにサヨナラヒットを放った。一軍公式戦93試合に出場したが、打率.193、4本塁打を記録した。
2016年には、一軍公式戦への出場試合数が46試合にまで減少。打率.154、3本塁打に終わり、年俸は600万円減となる2100万円でサインした。
2017年には、レギュラーシーズンの終盤まで、一軍公式戦16試合に代打で出場。打率.063（16打数1安打）で、本塁打はなく、シーズンの大半を二軍で過ごした。ウエスタン・リーグ公式戦では64試合の出場で打率.288、9本塁打を記録したが、10月10日に現役引退を発表する。当初は親しい知人にも告げずにひっそりと引退するつもりであったが、監督の金本知憲の計らいで周囲に知れ渡り、一軍のレギュラーシーズン最終戦および安藤優也の引退試合であった当日夜の対中日戦（甲子園）6回裏に代打へ起用された（記録は遊撃へのゴロ）。そのまま三塁の守備に就くと、安藤が登板した8回表には、2人目の打者で代打の野本圭が放った三遊間の強いゴロをダイビングキャッチ（記録は三塁へのゴロ）。8回裏に現役最後の打席を迎えたが、福谷浩司の前に左翼へのフライで凡退した。しかし、試合後には、引退セレモニーを終えたばかりの安藤に続いて阪神ナインから5回にわたって胴上げされた。10月11日の記者会見で、改めて現役引退を報告。10月26日付で、安藤と共に、NPBから任意引退選手として公示された。

### 引退後
2017年10月23日に、安藤と共に、阪神の二軍育成コーチに就任することを球団が発表した。これにともない背番号は83に変更された。コーチ陣最年少の34歳で、若手野手の指導を託された。
2019年からは、二軍の打撃コーチへ異動した。
2020年からは、一軍打撃コーチに昇格した。
2022年10月15日、同年限りで退団すると球団が発表した。
10月18日、2023年シーズンから兄・貴浩が監督を務める広島東洋カープで二軍打撃コーチを務めることが判明した。24日に球団から正式に就任を発表した。背番号は84。兄・貴浩と同一球団に所属するのは選手として阪神に在籍した2014年以来、9年ぶりとなる。また、良太は広島に初めて所属することとなり、27日に就任会見を行った。
2024年5月17日に、元中国放送アナウンサーの河村綾奈と結婚したことを双方のSNSで報告した。

## 選手としての特徴
長打力を生かした打撃が持ち味。豪快なフルスイングでジャストミートした際には派手にバットを投げ飛ばす動作が特徴。この動作について新井は「無意識ですね。振り抜いた時にああいう風になるって感じで。振り抜いて収まりが良い時に自然と投げちゃいますね」と語っている。

## 人物
- 在日韓国人であったが、2004年6月頃に兄の貴浩と同様に日本に帰化している[35]。帰化前の本名は朴良太（パク・ヤンテ、박양태）。
- 『月刊ドラゴンズ』2月号[いつ?]のインタビューで清水昭信、高橋聡文、佐藤亮太、前田章宏、2007年まで中日に育成選手として所属した竹下哲史の6人で集まる「昭和58年会」を行っていると語っている。
- 2013年の秋季キャンプから阪神のGM付育成&打撃コーディネーター（当時。現在はオーナー付シニア・エグゼクティブ・アドバイザー[注 2]）に就任した掛布雅之からは、「ミスタータイガースと呼ばれた現役時代の自分に続いて欲しい」という期待を込めて、「小ミスター」と呼ばれている[36]。
- 阪神での現役時代に貴浩と共にプレーしていた2011年から2014年シーズンにかけてのスタジアム表記は、貴浩が『新井』、良太は『新井良』と表記されていた。

## 詳細情報

### 年度別打撃成績
| 年 度      | 球 団      | 試 合 | 打 席 | 打 数 | 得 点 | 安 打 | 二 塁 打 | 三 塁 打 | 本 塁 打 | 塁 打 | 打 点 | 盗 塁 | 盗 塁 死 | 犠 打 | 犠 飛 | 四 球 | 敬 遠 | 死 球 | 三 振 | 併 殺 打 | 打 率 | 出 塁 率 | 長 打 率 | O P S |
| ---------- | ---------- | ----- | ----- | ----- | ----- | ----- | -------- | -------- | -------- | ----- | ----- | ----- | -------- | ----- | ----- | ----- | ----- | ----- | ----- | -------- | ----- | -------- | -------- | ----- |
| 2006       | 中日       | 18    | 24    | 23    | 2     | 6     | 2        | 0        | 0        | 8     | 0     | 0     | 0        | 0     | 0     | 0     | 0     | 1     | 9     | 0        | .261  | .292     | .348     | .639  |
| 2007       | 中日       | 29    | 28    | 25    | 5     | 7     | 3        | 0        | 0        | 10    | 2     | 0     | 0        | 0     | 0     | 2     | 0     | 1     | 5     | 0        | .280  | .357     | .400     | .757  |
| 2008       | 中日       | 24    | 19    | 18    | 2     | 3     | 0        | 0        | 0        | 3     | 0     | 0     | 0        | 0     | 0     | 0     | 0     | 1     | 5     | 0        | .167  | .211     | .167     | .377  |
| 2009       | 中日       | 8     | 6     | 6     | 0     | 0     | 0        | 0        | 0        | 0     | 0     | 0     | 0        | 0     | 0     | 0     | 0     | 0     | 3     | 0        | .000  | .000     | .000     | .000  |
| 2010       | 中日       | 45    | 60    | 59    | 6     | 9     | 0        | 0        | 1        | 12    | 2     | 1     | 0        | 0     | 0     | 1     | 0     | 0     | 14    | 2        | .153  | .167     | .203     | .370  |
| 2011       | 阪神       | 43    | 27    | 26    | 3     | 5     | 0        | 0        | 0        | 5     | 3     | 0     | 0        | 0     | 0     | 1     | 0     | 0     | 8     | 1        | .192  | .222     | .192     | .414  |
| 2012       | 阪神       | 110   | 370   | 322   | 38    | 90    | 18       | 0        | 11       | 141   | 32    | 1     | 0        | 3     | 1     | 38    | 0     | 6     | 73    | 7        | .280  | .365     | .438     | .803  |
| 2013       | 阪神       | 119   | 401   | 357   | 44    | 85    | 14       | 1        | 14       | 143   | 51    | 2     | 2        | 1     | 2     | 37    | 0     | 4     | 89    | 10       | .238  | .315     | .401     | .716  |
| 2014       | 阪神       | 78    | 196   | 173   | 19    | 51    | 9        | 0        | 7        | 81    | 34    | 0     | 0        | 1     | 2     | 17    | 1     | 3     | 48    | 0        | .295  | .364     | .468     | .832  |
| 2015       | 阪神       | 93    | 162   | 150   | 10    | 29    | 8        | 0        | 4        | 49    | 19    | 0     | 0        | 0     | 1     | 10    | 0     | 1     | 41    | 3        | .193  | .247     | .327     | .574  |
| 2016       | 阪神       | 46    | 88    | 78    | 10    | 12    | 3        | 0        | 3        | 24    | 8     | 1     | 0        | 1     | 1     | 7     | 0     | 1     | 21    | 1        | .154  | .230     | .308     | .538  |
| 2017       | 阪神       | 17    | 17    | 16    | 1     | 1     | 0        | 0        | 0        | 1     | 0     | 0     | 0        | 0     | 0     | 1     | 0     | 0     | 3     | 0        | .063  | .118     | .063     | .180  |
| 通算：12年 | 通算：12年 | 630   | 1398  | 1253  | 140   | 298   | 57       | 1        | 40       | 477   | 151   | 5     | 2        | 6     | 7     | 114   | 1     | 18    | 319   | 24       | .238  | .309     | .381     | .690  |

### 年度別守備成績
| 年 度 | 球 団 | 一塁  | 一塁  | 一塁  | 一塁  | 一塁  | 一塁     | 三塁  | 三塁  | 三塁  | 三塁  | 三塁  | 三塁     | 外野  | 外野  | 外野  | 外野  | 外野  | 外野     |
| 年 度 | 球 団 | 試 合 | 刺 殺 | 補 殺 | 失 策 | 併 殺 | 守 備 率 | 試 合 | 刺 殺 | 補 殺 | 失 策 | 併 殺 | 守 備 率 | 試 合 | 刺 殺 | 補 殺 | 失 策 | 併 殺 | 守 備 率 |
| ----- | ----- | ----- | ----- | ----- | ----- | ----- | -------- | ----- | ----- | ----- | ----- | ----- | -------- | ----- | ----- | ----- | ----- | ----- | -------- |
| 2006  | 中日  | 5     | 25    | 0     | 0     | 1     | 1.000    | 2     | 0     | 0     | 0     | 0     | ----     | -     | -     | -     | -     | -     | -        |
| 2007  | 中日  | 2     | 7     | 0     | 0     | 1     | 1.000    | -     | -     | -     | -     | -     | -        | 1     | 0     | 0     | 0     | 0     | ----     |
| 2008  | 中日  | 4     | 8     | 0     | 0     | 1     | 1.000    | -     | -     | -     | -     | -     | -        | -     | -     | -     | -     | -     | -        |
| 2009  | 中日  | 1     | 1     | 0     | 0     | 0     | 1.000    | -     | -     | -     | -     | -     | -        | -     | -     | -     | -     | -     | -        |
| 2010  | 中日  | 22    | 94    | 4     | 2     | 7     | .980     | 1     | 1     | 0     | 0     | 0     | 1.000    | -     | -     | -     | -     | -     | -        |
| 2011  | 阪神  | 27    | 43    | 0     | 1     | 1     | .977     | -     | -     | -     | -     | -     | -        | 4     | 2     | 0     | 0     | 0     | 1.000    |
| 2012  | 阪神  | 26    | 62    | 8     | 0     | 4     | 1.000    | 64    | 37    | 93    | 13    | 8     | .909     | 25    | 35    | 1     | 0     | 0     | 1.000    |
| 2013  | 阪神  | 22    | 105   | 4     | 1     | 4     | .991     | 94    | 50    | 140   | 10    | 13    | .950     | -     | -     | -     | -     | -     | -        |
| 2014  | 阪神  | 6     | 17    | 2     | 0     | 0     | 1.000    | 33    | 21    | 47    | 4     | 4     | .944     | 9     | 11    | 0     | 0     | 0     | 1.000    |
| 2015  | 阪神  | 3     | 17    | 3     | 0     | 1     | 1.000    | 29    | 7     | 33    | 1     | 3     | .980     | 4     | 4     | 0     | 0     | 0     | 1.000    |
| 2016  | 阪神  | 3     | 7     | 0     | 0     | 1     | 1.000    | 17    | 8     | 31    | 2     | 5     | .951     | 7     | 5     | 0     | 0     | 0     | 1.000    |
| 2017  | 阪神  | 2     | 9     | 2     | 0     | 0     | 1.000    | 1     | 1     | 1     | 0     | 0     | 1.000    | 1     | 0     | 0     | 0     | 0     | ----     |
| 通算  | 通算  | 123   | 395   | 23    | 4     | 21    | .990     | 241   | 135   | 346   | 30    | 33    | .941     | 51    | 57    | 1     | 0     | 0     | 1.000    |

### 表彰
- 月間サヨナラ賞：1回（2012年9月）
- 「ジョージア魂」賞：1回（2012年度第9回）
- スピードアップ賞：1回（2012年）
- サンスポMVP大賞：1回（2012年[37]）

### 記録
初記録
- 初出場：2006年7月25日、対阪神タイガース8回戦（ナゴヤドーム）、7回裏に中田賢一の代打で出場
- 初打席：同上、7回裏に能見篤史から空振り三振
- 初安打：2006年9月10日、対広島東洋カープ17回戦（広島市民球場）、7回表に林昌樹から右前安打
- 初先発出場：2006年10月12日、対阪神タイガース22回戦（阪神甲子園球場）、「6番・一塁手」で先発出場
- 初打点：2007年4月21日、対東京ヤクルトスワローズ5回戦（明治神宮野球場）、7回表に遠藤政隆から左越適時二塁打
- 初盗塁：2010年6月5日、対千葉ロッテマリーンズ4回戦（ナゴヤドーム）、8回裏に二盗（投手：秋親、捕手：里崎智也）
- 初本塁打：2010年6月9日、対東北楽天ゴールデンイーグルス3回戦（クリネックススタジアム宮城）、7回表に永井怜から中越ソロ

その他の記録
- 兄弟アベック本塁打：2012年7月29日、対横浜DeNAベイスターズ15回戦（阪神甲子園球場）、4回裏に良太が三浦大輔から中越3ラン、7回裏に新井貴浩が林昌範から左越2ラン ※他に2度記録

### 背番号
- 25（2006年[2] - 2010年）
- 32（2011年[5] - 2017年）
- 83（2018年[27] - 2022年）
- 84（2023年[30] - ）

### 登場曲
- 「ガッツだぜ!!」ウルフルズ（2006年）
- 「睡蓮花」湘南乃風（2007年 - 2009年）
- 「Garden feat. DJ KAORI, Diggy-MO', クレンチ&ブリスタ」May J.（2010年）
- 「禁じられた愛」Bon Jovi（2011年）
- 「世界でいちばん熱い夏」プリンセス・プリンセス（2012年 - 2017年）

## 関連情報

### 出演
CM
- 上新電機（2013年） - チームメイトの能見篤史・伊藤隼太とともに出演